# Lussan-Adeilhac
Lussan-Adeilhac è un comune francese di 227 abitanti situato nel dipartimento dell'Alta Garonna nella regione dell'Occitania.

## Società

### Evoluzione demografica
Abitanti censiti